# Ronde van Nederland 1957
De 9e editie van de Ronde van Nederland ging op 6 mei 1957 van start in Luik. De wielerwedstrijd over acht etappes eindigde op 13 mei in Amsterdam. De ronde werd gewonnen door Rik Van Looy.

## Eindklassement
Rik Van Looy werd winnaar van het eindklassement van de Ronde van Nederland van 1957 met een voorsprong van 3 minuten en 15 seconden op Wim van Est. 
| Plaats  | Naam                | Tijd      |
| ------- | ------------------- | --------- |
| Winnaar | Rik Van Looy        | 39u56'50" |
| 2       | Wim van Est         | + 3'15"   |
| 3       | Piet van den Brekel | + 6'25"   |
| 4       | Rik Luyten          | + 6'36"   |
| 5       | Leo van de Brand    | + 9'19"   |
| 6       | Gijs Pauw           | + 10'31"  |
| 7       | Hans Junkermann     | + 16'19"  |
| 8       | Leo van der Pluym   | + 22'00"  |
| 9       | Leon Van Daele      | + 22'41"  |
| 10      | Gerrit Voorting     | + 23'10"  |

## Etappe-overzicht
| Etappe | Van - naar             | Km         | Etappewinnaar   |
| ------ | ---------------------- | ---------- | --------------- |
| 1      | Luik - Heerlen         | 177        | Roger Decock    |
| 2      | Heerlen - Arnhem       | 208        | Rik Van Looy    |
| 3a     | Arnhem - Arnhem        | 10,8 (TTT) | België A        |
| 3b     | Arnhem - Zwolle        | 177        | Rik Van Looy    |
| 4      | Zwolle - Leeuwarden    | 190        | Wim van Est     |
| 5      | Leeuwarden - Alkmaar   | 190        | Leon Vandaele   |
| 6a     | Alkmaar - Den Haag     | 138        | Rik Van Looy    |
| 6b     | Den Haag - Den Haag    | 20         | Wim van Est     |
| 7      | Den Haag - Roosendaal  | 184        | Gerrit Voorting |
| 8      | Roosendaal - Amsterdam | 239        | Gerrit Voorting |

1948 · 1949 · 1950 · 1951 · 1952 · 1953 · 1954 · 1955 · 1956 · 1957 · 1958 · 1959 · 1960 · 1961 · 1962 · 1963 · 1964 · 1965 · 1966 · 1967 · 1968 · 1969 · 1970 · 1971 · 1972 · 1973 · 1974 · 1975 · 1976 · 1977 · 1978 · 1979 · 1980 · 1981 · 1982 · 1983 · 1984 · 1985 · 1986 · 1987 · 1988 · 1989 · 1990 · 1991 · 1992 · 1993 · 1994 · 1995 · 1996 · 1997 · 1998 · 1999 · 2000 · 2001 · 2002 · 2003 · 2004 · 2005 · 2006 · 2007 · 2008 · 2009 · 2010 · 2011 · 2012 · 2013 · 2014 · 2015 · 2016 · 2017 · 2018 · 2019 · 2020 · 2021 · 2022 · 2023 · 2024